# Patrick J. Hillings
Patrick Jerome Hillings (Condado de Nevada, 19 de fevereiro de 1923 – Palm Desert, 20 de julho de 1994) foi um advogado e político da Califórnia. Membro do Partido Republicano, serviu quatro mandatos na Câmara dos Representantes dos Estados Unidos de 1951 a 1959, representando o 12º Distrito Congressional e o 25º Distrito Congressional.

## Biografia
Hillings nasceu em 1923 em Hobart Mills, Califórnia, onde estudou em escolas públicas. Estudou na Universidade do Sul da Califórnia até março de 1943, quando entrou no United States Army Signal Corps do Exército dos Estados Unidos. Hillings estava estacionado no Pacífico Sul e serviu como sargento no Serviço de Inteligência até fevereiro de 1946.
Hillings retornou à USC e recebeu um diploma de Bachelor of Arts em 1947 e um Juris Doctor em 1949. Foi admitido na ordem de advogados em 1949 e começou a exercer advocacia em Arcadia. Em 1952, 1956, 1960 e 1964, foi delegado nas Convenções Nacionais Republicanas, apoiando Dwight D. Eisenhower (duas vezes), Richard Nixon e Barry Goldwater, respectivamente.
Em 1950, com a desistência de Richard Nixon, que estava concorrendo ao Senado, Hillings foi eleito para a Câmara dos Representantes. Inicialmente representou, de 1951 até 1953, o 12º Distrito Congressional, passando a representar o 25º Distrito Congressional de 1953 a 1959. Em 1958, concorreu a Procurador-Geral da Califórnia, sendo derrotado por Stanley Mosk.
Após deixar o Congresso, Hillings voltou a exercer advocacia em Los Angeles. Serviu como presidente do Comitê Central Republicano do Condado de Los Angeles de 1960 a 1961. Em 1970, concorreu na primária republicana para preencher a vaga causada pela morte de Glenard P. Lipscomb, no 24º distrito Congressional, mas foi derrotado por John H. Rousselot, que ganhou a eleição geral especial. Entre 1979 a 1980, dirigiu a campanha presidencial de Ronald Reagan na Flórida.
Hillings residiu em Los Angeles até sua morte em Palm Desert, Califórnia, em 1994, aos 71 anos de idade.